# نوک‌نهنگ آنتیل
نوک‌نهنگ آنتیل، که با نام‌های نوک‌نهنگ ژراوه و نوک‌نهنگ گلف استریم و نوک‌نهنگ اروپایی نیز خوانده می‌شود، از نوک‌نهنگان ساکن اقیانوس اطلس و آمریکای شمالی است. نام علمی این گونه (M. europaeus) اشاره به زیستگاه آن دارد.

## توصیف ظاهری
نوک‌نهنگ آنتیل بزرگ‌جثه‌ترین نهنگ نوک‌دندان است و بدنی به نسبت باریک و کشیده دارد. سر آن کوچک است و ملون اندکی به جلو برآمدگی دارد. خط دهانی آشکارا صاف است و در نرها در انتها به دو دندان می‌رسد که به سختی دیده می‌شوند.
رنگ بدن خاکستری تیره در بالا و خاکستری در زیر است. ماده‌ها گاه الگوهای روشن‌تری در کنار اندام‌های تناسلی و سر دارند و نیز حلقه سیاهی دور چشمانشان را می‌پوشاند. میانگین طول نرها ۴٫۵ متر است و کمینه طول ماده‌ها ۵٫۲ متر. وزن این نهنگ‌ها احتمالاً به بیش از ۱۲۰۰ کیلوگرم می‌رسد. بچه‌ها در هنگام به دنیا آمدن طولی برابر ۲٫۱ متر دارند.
از روی نمونه‌های به ساحل افتاده می‌توان فهمید که این نوک‌نهنگان در گروه‌های با تعداد کم زندگی می‌کنند. آن‌ها همچنین از ماهی مرکب تغذیه می‌کنند.

## گستره و جمعیت
نوک‌نهنگ آنیتل برای نخستین بار در انگلستان دیده شد. این آب‌باز در مناطق دیگری از جهان از جمله ایرلند و جزایر قناری و غرب آفریقا و جزیره اسنشن دیده شده‌است.